# Крашенинникова, Алиса Владимировна
Али́са Влади́мировна Крашени́нникова (до 1958 — Гала́хова; 6 января 1933, Чимкент, Казахская АССР — 27 августа 2020) — советская волейболистка, игрок сборной СССР (1956—1963). Двукратная чемпионка мира, двукратная чемпионка Европы, чемпионка СССР 1959. Нападающая. Заслуженный мастер спорта СССР (1960).

## Биография
Родилась в Чимкенте. В конце 1930-х годов переехала с семьёй в Ленинград. В 1946—1949 занималась спортивной гимнастикой, выступала за сборную Ленинграда. В 1949 году тренером Ивановым была приглашена в волейбольную секцию. В 1951 выступала за молодёжную сборную города, а в 1952 дебютировала в молодёжной сборной СССР. В 1951—1966 — игрок команды «Спартак» (Ленинград). В её составе: серебряный призёр чемпионата СССР 1961, 6-кратный бронзовый призёр чемпионатов СССР (1951—1955, 1957). В составе сборной Ленинграда становилась чемпионкой (1959), серебряным (1963) и бронзовым (1956) призёром первенств СССР и Спартакиад народов СССР.
В сборной СССР в официальных соревнованиях выступала в 1956—1963 годах. В её составе: двукратная чемпионка мира (1956 и 1960), двукратная чемпионка Европы (1958 и 1963).
После завершения игровой карьеры работала тренером, преподавателем физвоспитания.
Похоронена на Красненьком кладбище Санкт-Петербурга.